# Jagua Pasto
Jagua Pasto es un barrio ubicado en el municipio de Guayanilla en Puerto Rico. En el Censo de 2010 tenía una población de 108 habitantes y una densidad poblacional de 12,95 personas por km².

## Geografía
Jagua Pasto se encuentra ubicado en las coordenadas 18°6′38″N 66°46′34″O / 18.11056, -66.77611. Según la Oficina del Censo de los Estados Unidos, Jagua Pasto tiene una superficie total de 8.34 km², que corresponden a tierra firme.

## Demografía
Según el censo de 2010, había 108 personas residiendo en Jagua Pasto. La densidad de población era de 12,95 hab./km². De los 108 habitantes, Jagua Pasto estaba compuesto por el 93.52% blancos, el 0.93% eran afroamericanos, el 0.93% eran asiáticos, el 3.7% eran de otras razas y el 0.93% pertenecían a dos o más razas. Del total de la población el 100% eran hispanos o latinos de cualquier raza.